# Lomami Nationalpark
Lomami Nationalpark (fransk: Parc national de Lomami) er en nationalpark beliggende i Den Demokratiske Republik Congo i Centralafrika. Den ligger i det centrale bassin af Lomamifloden, i provinserne Tshopo og Maniema, med en lille overlapning ind i skovene i Tshuapa- og Lualaba-flodbassinerne. Lomami nationalpark blev formelt oprettet den 7. juli 2016 som den niende nationalpark i landet og den første, der blev oprettet siden 1992.
Lomami nationalpark  omfatter omkring 8.879 km2   af lavland tropisk regnskov med nogle åbne skov savanneøer mod syd og mere kuperet terræn mod vest. Den er hjemsted for flere truede arter, herunder bonobo (Pan paniscus), okapi (Okapia johnstoni) og Congopåfuglen (Afropava congensis). Den rummer også lesula (Cercopithecus lomamiensis) og Dryas-aben (Chlorocebus dryas) og den afrikanske skovelefant (Loxodonta cyclotis).

## Historie
Processen med at etablere en nationalpark startede med møder i landsbycentre og rådhuse, med opsøgende missioner ledet af ministre, høvdinge og deputerede. Fra 2010 til 2012, legitimeret gennem Tambiko-ceremonier, hvor forfædrene blev konsulteret, definerede de omkringliggende landsbyer grænserne for nationalparken. I 2013 oprettede guvernørerne i både Maniema og Tshopo provinsparker, hvilket gjorde al jagt i parkerne ulovlig. Den 7. juli 2016 blev Lomami Nationalpark  officielt dekreteret af DR Congos nationale regering.

## Geografi
Lomami Nationalpark  ligger i provinserne Tshopo og Maniema mellem Kisangani og Kindu. Lomamifloden danner den vestlige grænse i parkens sydlige del, og løber gennem midten af dens nordlige del. Denne flod er en biogeografisk barriere der har påvirket udviklingen af dyrelivet i regionen. Tshuapa- og Lualabafloderne definerer de generelle øst-vestlige grænser for Tshuapa-Lomami-Lualaba Beskyttede Landskab. Pedologiske savanner dukker op fra skoven i den sydligste del af landskabet, hvorimod skovdækningen er mere ensartet i nord, selvom den varierer fra bakkeskov til lav højlandsskov til sæsonbestemt oversvømmet skov og flodskov.

## Biodiversitet
Lomami Nationalpark  er hjemsted for populationer af okapi, congopåfugl, afrikansk skovelefant og betydelige bestande af mange abearter.
Lesula (Cercopithecus lomamiensis) blev fundet i  2007.
The bonobo-populationen i Lomami nationalpark   er genetisk adskilt fra andre bonobo-populationer, hvilket etablerer Lomamifloden som en sandsynlig geografisk barriere.
Den grå papegøje (Psittacus erithacus) og Congopåfuglen (Afropava congolensis) bor i skovene i hele Lomami Nationalpark  

## Etniske grupper
Beboerne i bufferzonen i Lomami Nationalpark, tilhører primært syv forskellige etniske grupper: Lengola, Mbole, Mituku, Langa, Tetela, Ngengele og Arabisé. De omkring 100 små landsbyer lever primært af landbrug, jagt og fiskeri.

## Trusler
Den største trussel mod dyrelivet i Lomami Nationalpark  er den kommercielle handel med  bushmeat. Lukuru Foundation fandt ud af, at oprindelsen af jagtpresset ikke kun er lokalsamfundene, da mange jægere kommer fra andre regioner.
Elefanter er oså udsat for krybskytteri, hvilket   udgør en anden trussel mod parken, og kommerciel handel med elfenben skaber et hurtigt fald i elefantbestanden.